# 香港九龍諾富特酒店
香港九龍諾富特酒店（英語：Novotel Hong Kong Nathan Road Kowloon）為香港一間已結業的乙級高價酒店。
酒店前身為大華酒店（The Majestic Hotel），進行全面翻新後，更名為香港九龍諾富特酒店。酒店於2008年4月正式開業，是第一間以「自然生活」為題來設計的諾富特品牌酒店。香港九龍諾富特酒店是第一間在中國的諾富特品牌酒店獲得著名的國際環保綠色認證資格，此認證代表酒店承諾於旅遊業中為保護地球生態出一分力，以全球最高的環保標準經營，藉以提高全體員工和旅客的環保意識。
2021年2月，酒店業主基匯資本、資本策略因新冠肺炎疫情肆虐而引致的客源減少，向城規會申請將酒店原址重建為包含住宅、商店及寫字樓的綜合發展項目，並於同年9月結業。現時酒店建築已被清拆，並重建成資本策略地產的天際住宅項目「高臨」。

## 地址
酒店位處於香港油麻地彌敦道348號，廟街夜市對面和玉器市場附近，鄰近港鐵佐敦站。

## 歷史
香港九龍諾富特酒店的前身是大華酒店，後來改名為香港九龍諾富特酒店，由拉塞爾投資管理公司所擁有，雅高集團負責管理，並且以港幣188萬元（約 24萬美元）翻新，以提升酒店至乙級高價酒店。大華酒店曾經亦是一間電影院 - 大華戲院。於1929年開業，並於後來成為大華酒店，348迪士高跟卡拉OK酒吧。
仲量联行於2007年以16.9亿元从丽新（488）及有「玩具大王」之称的旭日国际集团主席蔡志明购入大华酒店的100%股权，其後再斥资2,400万美元（约1.87亿元）进行彻底翻新工程，並把其易名为诺富特酒店。
2012年4月3日仲量聯行旗下投資管理業務分支領盛投資管理，代表領盛亞洲機會基金II，以作價23.68億元出售其香港九龍諾富特酒店的100%股權；而買方則為基匯資本及資本策略。
2016年6月19日獲屋宇署批出建築圖則，可建1幢23層商住大廈，另建1幢18層高酒店及商場，2幢物業下設4層平台及3層地庫，提供約150個住宅單位涉及樓面為127031方呎，299個酒店房間及商用樓面126457方呎。
2021年9月，酒店因不敵新冠肺炎疫情肆虐而引致客源稀少，宣布結業。

## 酒店設施
酒店樓高15層，共提供389間客房，全為非吸煙客房。客房類型包括標準客房、高級客房和行政樓層。
酒店內設有致雅行政專用酒廊、In Balance健身中心、iMac網絡天地、兒童遊樂區、美容及熱石按摩中心、旅遊信息台，以及一間酒吧（塔斯卡酒吧）和一間全天候的餐廳（品坊餐廳）。

## 餐廳和酒吧
- 品坊餐廳 - 提供國際和亞洲風味美食
- Tasca酒吧 - 大堂酒吧
- 上層休息室

## 途經之公共交通服務
酒店離香港國際機場大概需30分鐘車程。

## 附近旅遊景點
- 星光大道
- 天星小輪
- 鐘樓
- 香港歷史博物館
- 香港太空館
- 廟街夜市
- 玉器市場
- 女人街
- 旺角電腦中心
- 圓方
- 國際廣場
- 柏麗大道
- 澳洲牛奶公司

## 其他連結
- 香港九龍諾富特酒店
- 品坊餐廳
- 香港九龍諾富特酒店Facebook page
- 香港九龍諾富特酒店Twitter page （页面存档备份，存于）
- 關於香港九龍諾富特酒店的影片

1. ↑  . ps.hket.com.   [2022-10-27]. （原始内容存档于2022-10-27）. （页面存档备份，存于）